# خايمي غارسيا (لاعب كرة قدم)
خايمي غارسيا (بالإسبانية: Jaime García Arévalo)‏ هو لاعب كرة قدم ومدرب كرة قدم تشيلي، ولد في 30 أغسطس 1977 في قرطاجنة في تشيلي.